# Attarsiya

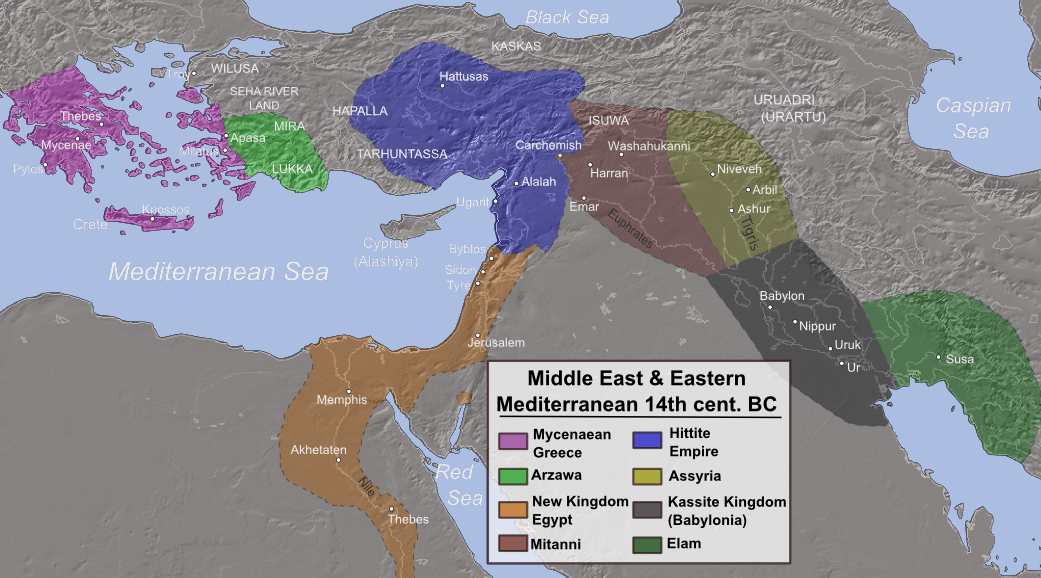
Mediterráneo oriental y Oriente Medio durante la época de Attarsiya (Grecia micénica en violeta, Arzawa en verde claro).

Attarsiya fue un comandante ahhiya de los siglos XV-XIV a. C. En los archivos hititas de alrededor del año 1400 a. C. se le describe como un "hombre de Ahhiya", un país identificado con los aqueos y la Grecia micénica. Las campañas de Attarsiya, así como sus enfrentamientos con el rey Madduwatta, representan la primera actividad militar griega micénica registrada en Anatolia, así como el primer conflicto entre aqueos e hititas. Finalmente se retiraría de Anatolia tras la intervención hitita, aunque posteriormente lanzó una campaña contra Alashiya (Chipre).
Los relatos hititas contemporáneos sobre las campañas de Attarsiya y los ahhiya parecen indicar que existió un posible imperio micénico centrado en la Grecia de finales de la Edad del Bronce. Además, Attarsiya podría ser una adaptación hitita del nombre griego Atreo, un rey de Micenas según la mitología griega .

## Contexto
Las actividades de Attarsiya están registradas en los archivos hititas, en particular en la Acusación de Madduwata.  Se le describe como un "hombre de Ahhiya", que era una forma típica hitita de referirse a un rey enemigo. Esto convierte a Attarsiya en el primer líder aqueo conocido,  aunque su posición exacta dentro del mundo aqueo sigue sin estar clara. Las descripciones hititas parecen coincidir en que era un gobernante local del oeste de Anatolia, más que un gran rey de todos los aqueos. 
Además, la cronología de los textos hititas correspondientes se estimó inicialmente a finales del siglo XIII a. C. Sin embargo, investigaciones más recientes, basadas en las características de los textos específicos, lo sitúan junto a eventos dos siglos anteriores (finales del siglo XV-principios del siglo XIV a. C.). 
Por otro lado, no se ha encontrado información relevante en los registros Lineales B contemporáneos. Estos últimos, que se ocupan únicamente de cuestiones administrativas, tienen un valor limitado en lo que respecta a los acontecimientos políticos de finales de la Edad del Bronce. Además, aunque el título real micénico, wanax, se puede leer en varios textos del Lineal B, no se han encontrado nombres personales. 

## Campañas militares

### anatolia

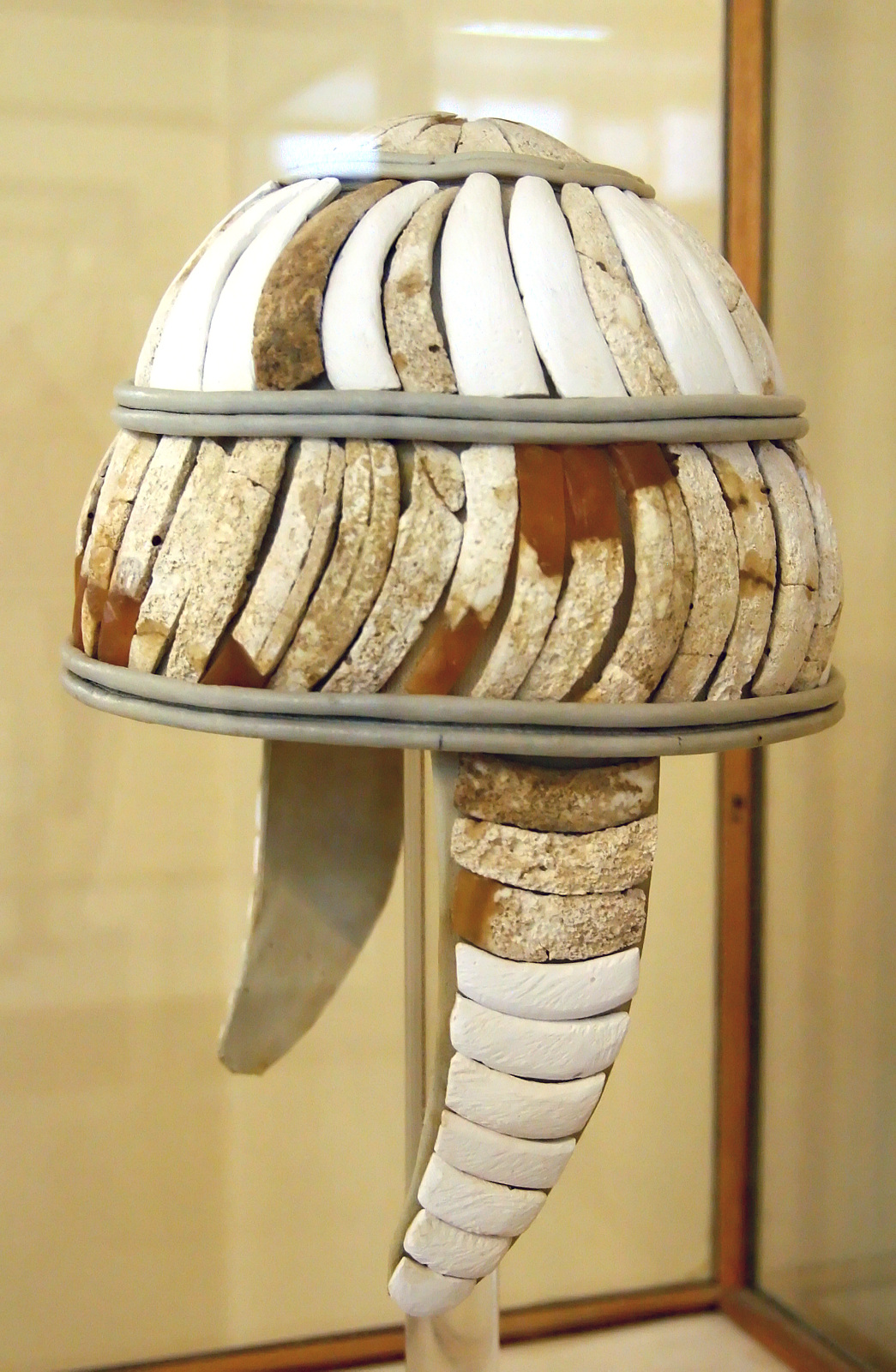
Los cascos de colmillos de jabalí eran típicos de la guerra micénica. Las campañas de Attarsiya en Anatolia debieron tener un cierto impacto en la población local, ya que en la capital hitita, Hattusa, se encontró una representación de un soldado con un casco de este tipo.

Los archivos hititas de alrededor del 1400 a. C. durante el reinado de Arnuwanda I, describen la campaña militar de Attarsiya en el suroeste de Anatolia, probablemente en la región de Licia. La expedición aquea en Anatolia se asocia con un aumento de restos micénicos en Mileto durante este período (principios del siglo XIV a. C.), lo que indica llegada de población griega desde Grecia continental a esta región. 
Attarsiya probablemente utilizó como base la ciudad de Mileto, en la costa occidental de Anatolia, ya bajo influencia aquea. Attarsiya lanzó una campaña con un ejército que incluía 100 carros de guerra, atacando a vasallos hititas, o al menos pertenecientes a su área de influencia. Entre ellos, se cuenta Madduwatta, probablemente un príncipe de Arzawa al que logró expulsar de su país. Madduwatta se refugió en la corte hitita y fue instalado por él como vasallo en Zipasla, en algún lugar de Anatolia occidental. Attarsiya lanzaría un segundo ataque contra Madduwatta y le derrotaría completamente. Ante la consistencia de la amenaza aquea, los hititas enviaron un ejército al mando de Kisnapli. La acusación de Madduwatta da una breve descripción de la batalla: 

Kisnapli fue a la batalla contra Attarsiya 100 [carros e infanteria] de Attarsiya [drew up]. Y lucharon. Un oficial de Attarsiya resultó muerto, y uno de nuestros oficiales, Zidanza, fue muerto. Entonces Attasiya ... a Madduwatta, y partió hacia su tierra.

La forma en que se describe el conflicto, con sólo dos bajas, puede indicar que hubo un combate singular entre oficiales de ambos bandos. Sin embargo, también es posible que no se considerara importante mencionar los muertos entre los soldados comunes.  Aunque el resultado de la batalla fue inconcluyente, Attarsiya decidió retirar sus tropas. Después de su retirada de Anatolia, Madduwatta fue nuevamente instalado como vasallo hitita en la región. 

### Alashiya
Más tarde, Attarsiya, que todavía representaba una amenaza para los hititas, invadió Alashiya (Chipre) junto con varios de sus aliados de Anatolia, incluido su antiguo enemigo Madduwatta.  Estas alianzas, sin duda preocuparon a los hititas, ya que ellos mismos estaba interesados en comerciar con la isla mediterránea. No obstante, Alashiya fue atacada y posiblemente quedó bajo control de Madduwatta, quien pudo haberse convertido en rey de Arzawa en el oeste de Anatolia, o Ahhiyawa. La presencia micénica en Chipre se asocia también con las pruebas arqueológicas de colonos griegos.

## Legado
Las campañas de Attarsiya representan la actividad militar griega micénica más antigua registrada en Anatolia, así como el primer enfrentamiento entre aqueos e hititas.  Parece que estos acontecimientos tuvieron un cierto impacto en las poblaciones locales. En este contexto, un fragmento de cerámica decorado de la capital hitita, Hattusa, representa a un guerrero con armadura y casco de colmillo de jabalí, típicamente aqueo, mientras que el rey hitita ofrece una espada de tipo micénico al dios de la tormenta, Teshub . 
Pese a la retirada de Attarsiya, las décadas siguientes (alrededor de 1380-1320 a. C.) fueron un período de expansión micénica.  La actividad militar aquea en la región sigue siendo atestiguada a través de varios registros hititas hasta alrededor del año 1250 a. C.

### Vínculo con el mítico Atreo
Varios estudiosos han sugerido que el término Attarsiya podría ser una posible adaptación hitita del nombre Atreo, rey mítico de Micenas y padre de Agamenón. Sin embargo, otros eruditos sostienen que aunque el nombre es probablemente griego, la persona que lleva el nombre no se corresponde necesariamente con el famoso Atreo de la mitología griega. 
Según una visión alternativa presentada por el hittitólogo Albrecht Goetze, Attarsiya posiblemente podría ser un adjetivo posesivo, que significa "perteneciente a Atreo" (Atreides), que era un término homérico para referirse a los hijos de Atrida, Agamenón y Menelao, a lo largo de la Ilíada.  Martin Litchfield West sugirió que Atreus es una forma más corta de un nombre griego más antiguo relacionado con Attarsiya, como Atresias, Atersias o Atarsias. 
Otro posible vínculo con la esfera grecófona es el término lineal B ta-ra-si-ja, bien atestiguado en la serie de tabletas Pylianas JN, una palabra que relacionada con el peso o la asignación de metales, aplicado a los metalúrgicos. En la tablilla Pylos JN 415, también se encuentra el adjetivo a-ta-ra-si-jo, que significa " sin cobre/bronce". El contexto en el que aparece ta-ra-si-ja en el período Heládico Tardío sugiere que quienes producían o trabajaban las materias primas asignadas constituían una gran fuerza laboral muy mal pagada. Vale la pena señalar en Pylos alrededor del 1200 a. C. la independencia de los herreros a-ta-ra-si-jo de las asignaciones otorgadas a los herreros ta-ra-si-ja.

## Posibilidad de un imperio micénico
Se ha establecido en la erudición moderna que el término hitita Ahhiya (o Ahhiyawa en textos posteriores) se refiere al territorio griego micénico y a sus habitantes, los aqueos, uno de los nombres que utilizó Homero para referirse a los griegos en la Ilíada .  Históricamente importante sobre los aqueos en la época de Attarsiya es que emprendieron una expedición a Anatolia, así como a Chipre. Esta última expedición indica que el líder aqueo comandaba una flota importante y que los aqueos eran una potencia marítima. 
Según las inscripciones hititas, parece que los Ahhiya eran un imperio poderoso, al mismo nivel que el Egipto contemporáneo, Asiria y el Imperio hitita.  Además, basándose en el hecho de que Attarsiya lanzó una campaña militar en Anatolia y desplegó cien carros, e infantería, el investigador holandés Jorrit Kelder sugirió que Ahhiya debía haber tenido una capacidad militar de al menos tres veces el tamaño de Pilos, basado en la información registrada en las tablillas Lineales B desenterradas del Palacio de Néstor. Según este punto de vista, los aqueos deo Attarsiya podrían ser una alianza de la que formaran parte varios reinos micénicos. 

### Citas
1. ↑  Spelling often varies based on the specific source, alternative forms include: Attar(a)s(h)iya(s), Attar(a)s(h)ija(s).
2. 1 2  Kelder, Uslu y Şerifoğlu, 2012, p. 57.
3. 1 2 3 4 5 6 7  Kelder, 2004–2005, pp. 154–155.
4. 1 2 3 4  D'Amato y Salimbeti, 2011, p. 57.
5. 1 2 3 4 5 6 7  Popko, 2008, pp. 121–122.
6. ↑  Bryce, 1999, p. 140.
7. 1 2  Sweeney, 2009, pp. 101–102.
8. ↑  Kelder, 2005, p. 135.
9. ↑  Kelder, 2005, p. 136.
10. 1 2 3 4 5  Kelder, 2005, pp. 139–140.
11. ↑  Kelder, 2004–2005, pp. 152–153.
12. ↑  Kelder, Uslu y Şerifoğlu, 2012, p. 57; Wiener, 2007, pp. 10–11.
13. ↑  Wiener, 2007, pp. 10–11.
14. ↑  Strauss, 2007, p. 35; Bryce, 1999, p. 402.
15. ↑  West, 2001, pp. 262–266; West suggests that Atreus is a secondary form based on the patronymic Atreïdēs, which is in turn derived from the Mycenaean *Atrehiās.
16. ↑  Meier-Brügger, 2012, p. 153.
17. ↑  Killen, 2001, pp. 172–174.
18. ↑  Beckman, Bryce y Cline, 2012, p. 5.